# Zweifarbige Beißschrecke

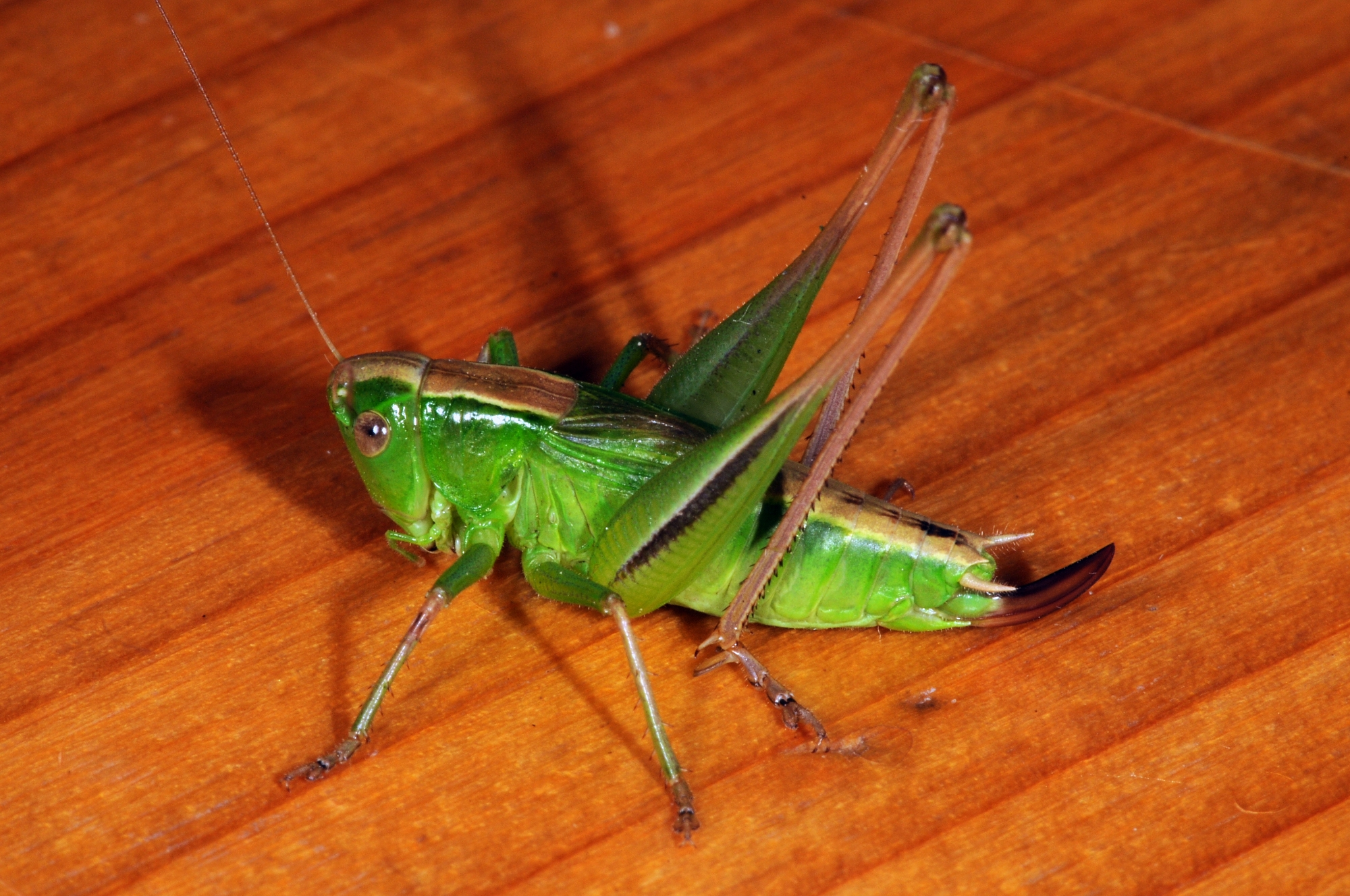
Zweifarbige Beißschrecke, Weibchen

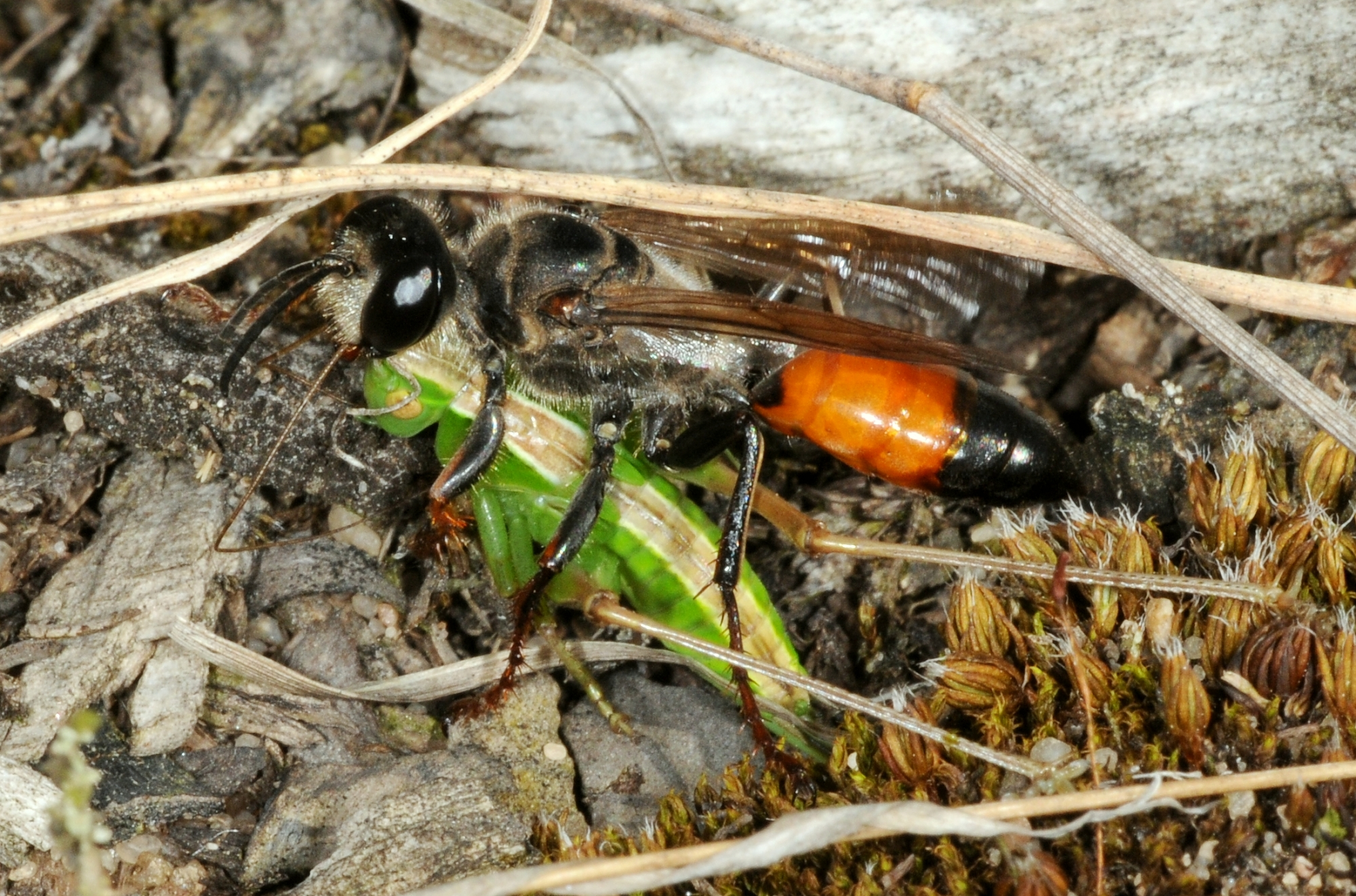
Heuschreckensandwespe mit Nymphe von Zweifarbiger Beißschrecke als Beute

Die Zweifarbige Beißschrecke (Bicolorana bicolor, Syn.: Metrioptera bicolor) ist eine Langfühlerschrecke aus der Überfamilie der Laubheuschrecken (Tettigonioidea).

## Merkmale
Die Zweifarbige Beißschrecke ist vorwiegend grün und auf dem Rücken braun gefärbt. Auffällig an ihr sind sehr lange Sprungbeine mit einem individuell unterschiedlich stark ausgeprägten charakteristischen dunklen Fischgrätenmuster. 

### Ähnliche Arten
Ähnliche Arten sind die Istrische Beißschrecke, die Roesels Beißschrecke und die Kurzflügelige Beißschrecke, letztere weisen jedoch stets hell gerandete Halsschildseitenlappen auf.

## Verbreitung
Ihr Lebensraum sind trockenwarme, höherwüchsige Wiesen und Randgebiete von Trockenwäldern. In beschattete Flächen dringt die Art nicht ein. Sie erträgt mehr Hitze und Trockenheit und braucht weniger Luftfeuchtigkeit als die meisten anderen Metrioptera-Arten, zeigt also thermophile Habitatwahl. Scheinbar bevorzugt sie aber eine gewisse Bodenfeuchtigkeit.
Die Zweifarbige Beißschrecke gilt in Deutschland als nicht gefährdet, außer in Hessen (RL 3) und Bayern (RL 3). In Schleswig-Holstein und Hamburg sind keine Vorkommen dokumentiert; das atlantisch geprägte, kühlfeuchte Klima lässt Vorkommen dort natürlicherweise wohl nicht zu.  

## Lebensweise
Die Zweifarbige Beißschrecke ernährt sich sowohl von weichen Pflanzenteilen (zumindest werden diese angekaut) als auch von Kleintieren. Sie selbst wird von Vögeln, insbesondere dem Neuntöter, erbeutet. Sie ist eine sich vorwiegend vertikal orientierende Art, die nur auf der Flucht recht gut horizontal von Halm zu Halm springt. Das Flugvermögen der kurzflügeligen Form ist aufgrund ungünstiger Flügelfläche-Masse-Relation schlecht. Die makroptere (langflüglig) Form ist flugfähig und legt auf der Flucht fünf bis zehn Meter zurück.

## Stridulationsorgan, Gesang

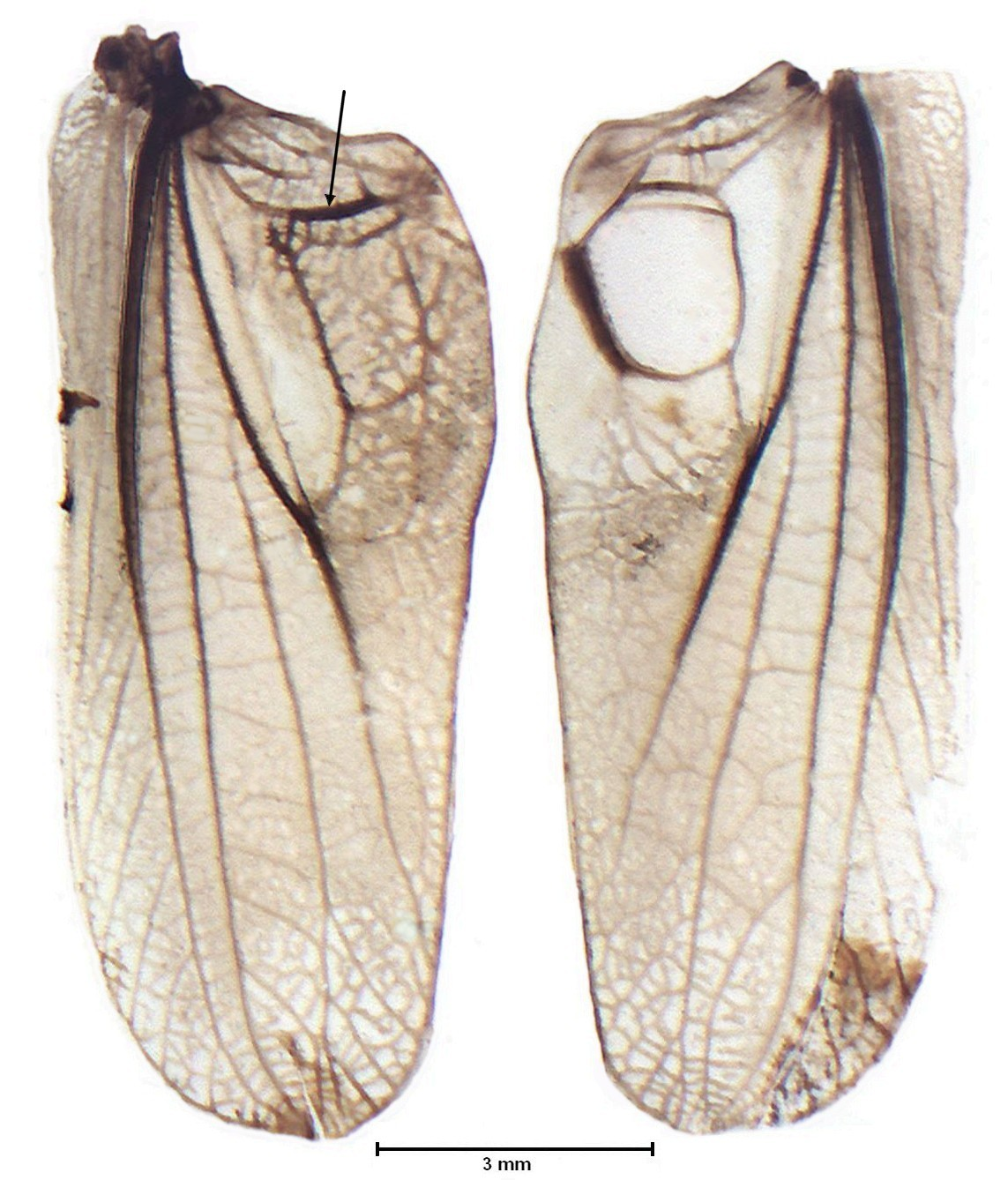
Linker und rechter Vorderflügel eines adulten Männchens. Der Pfeil zeigt auf die aktive Schrillleiste

Die untersuchten Heuschrecken (30 Männchen, 10 Weibchen) stammen aus der Garchinger Heide nördlich von München. Männchen und Weibchen sind gleich groß. Die Vorderflügel der Männchen und der Weibchen sind bis zum hinteren Ende fast gleich breit (Bild), Geschlechtsunterschiede bestehen in der Länge. Bei den Männchen sind sie im Mittel 9,90 Millimeter lang, bei den Weibchen nur 6,23 Millimeter. Die Hinterflügel sind kurz, es sind nur geringe geschlechtsspezifische Unterschiede vorhanden (Mittelwert bei den Männchen 2,63 Millimeter, bei den Weibchen 2,3 Millimeter). Das Stridulationsorgan der Männchen weist Unterschiede zwischen links und rechts auf (Bild). Auf dem linken Vorderflügel ist die Schrillleiste stärker entwickelt als auf dem rechten. Ihre Länge misst links im Mittel 1,66 Millimeter und ist durchschnittlich mit 58,87 Schrillzähnen besetzt, auf dem rechten Flügel beträgt der Mittelwert für die Länge der Schrillleiste nur 0,88 Millimeter, für die Anzahl der Schrillzähne 31,27. Die Schrillzähne sind elliptisch gestaltet und mit kräftigen Spitzen ausgestattet, die zur Basis der Flügel ausgerichtet sind. Auf dem rechten Flügel sind sie nicht nur weniger zahlreich, sondern auch kleiner als auf dem linken. Der Spiegel ist rechts augenfällig ausgebildet, links nur andeutungsweise zu erkennen (Bild).
Bei mittleren Umgebungstemperaturen gleicht der Gesang einem "zritt", bei hohen hält er minutenlang mit nur kurzen Unterbrechungen an.